# Pont des Marchands
Le Pont des Marchands est un pont de Narbonne, en Occitanie, dont l'origine remonte à l'époque romaine. Il franchit le canal de la Robine et a la particularité d'être un des seuls ponts encore habités de France.
Le pont romain franchissait l'Atax, l'Aude, dont le lit a été dévié durant le Moyen Âge et qui est aujourd'hui occupé par le canal de la Robine. Ce pont romain est très bien conservé mais est de nos jours difficilement perceptible car ses six ou sept arches et rampes d’accès sont noyées dans le bâti environnant, servant de caves aux maisons qui surmontent le pont depuis l’époque médiévale et qui ont transformé la chaussée en rue continue, ne donnant plus de visibilité sur le cours d’eau.
Le Canal de la Robine, passant sous l’unique arche encore visible, est un vestige de l’ancien lit de l’Aude, dont le parcours s’est modifié au cours de l’antiquité tardive puis au Moyen Âge. À la suite de l’édification d’une écluse en aval, le niveau de l’eau a été rehaussé de plusieurs mètres, masquant un peu plus la perception des piles de l’arche subsistante.

## Localisation
Le pont est construit entre l'ancienne cité romaine de Narbo Martius, sur la rive gauche, et l'ancien bourg médiéval de la rive droite. Il suit le tracé de l'ancien cardo maximus de la ville romaine, formé par la Via Domitia, et aujourd'hui de la rue du Pont des Marchands

## Architecture
Schéma du pont des marchands
- 1 - arceaux
- 2 - arceau Vidal
- 3 - Rue Jean Jaurès
- 4 - Rue Raspail
- 5 - Via Domitia
- A - Cours de l'Atax
- R - Cours de la Robine